# Dimitar Berbatov
Dimitar Ivanov Berbatov (en bulgare : Димитър Иванов Бербатов), né le 30 janvier 1981 à Blagoevgrad en Bulgarie, est un ancien footballeur international bulgare qui évolue au poste d'attaquant. 
Il a commencé à Pirin Blagoevgrad , où il a passé ses premières années à perfectionner ses compétences. Son talent remarquable a rapidement attiré l'attention des clubs locaux. Après avoir montré de belles promesses avec l’équipe junior, il est découvert et a signé à CSKA Sofia.
Berbatov prend la décision de jouer à un niveau supérieur avec le club allemand de Bayern Leverkusen qui finit deuxième de Bundesliga et perd en finale de la Coupe d’Allemagne, tout en s’inclinant contre le Real Madrid en Ligue des champions en 2002.
Joueur emblématique de la fin de l'ère Ferguson, il séduit le public mancunien par sa grande qualité technique. Son allure nonchalante et son habileté devant le but en font un joueur au style unique. Il remporte la Coupe du monde des clubs en 2008, deux Championnat d'Angleterre en 2009 et 2011, deux Coupes de la Ligue en 2009 et 2010, deux Community Shield en 2010 et 2011. Il s'incline deux fois en finale en Ligue des champions en 2009 et 2011.
Il détient avec Hristo Bonev le record du nombre de buts de l'histoire de la Bulgarie avec 48 réalisations.

## Biographie

### Carrière en club

#### Débuts de carrière
Dimitar Berbatov naît le 30 janvier 1981 à Blagoevgrad. Ivan Berbatov, son père, était également un footballeur professionnel. Sa mère, Margarita, était une infirmière.
Grand fan du Milan AC et de son attaquant néerlandais Marco Van Basten, il est repéré par l'entraîneur Dimitar Penev et rejoint le CSKA Sofia, où il franchit un premier cap. Il fait ses débuts en équipe première lors de la saison de championnat 1998-99. Il a commencé à se faire un nom dans le football bulgare en marquant 14 buts en 27 matchs de championnat bulgare en 1999. La même année, Georgi Iliev, un des chefs de la Mafia bulgare, fait enlever Berbatov durant quelques heures pour le forcer à  signer dans son club de cœur, le Lokomotiv Plovdiv, sans succès,.

#### Bayer Leverkusen
Après une demi-saison impressionnante avec 15 buts en 16 matchs (championnat et coupe d'Europe) en 2000 à Sofia, le club allemand du Bayer Leverkusen décide de s'attacher ses services. Ce n'est qu'à la saison 2003-2004 qu'il gagne sa place de titulaire. Il y marque 16 buts en 33 matchs de championnat et délivre 9 passes décisives. Les deux saisons suivantes, il marque 50 buts toutes compétitions confondues et attire la convoitise des Hotspur de Tottenham.

#### Tottenham
Il arrive à Tottenham Hotspur à l'été 2006 pour la somme de 14,7 millions de £ et devient en une saison l'un des joueurs les plus convoités d'Europe avec 23 buts en 49 matchs (Championnat, Cup et Coupe d'Europe).
Il est même élu joueur de l'année par les supporters et nommé dans l'équipe type de Premier League pour la saison 2006-2007. Pour son année 2007, il est nommé au Ballon d'or sur la liste des 50 nommés.
Le 29 décembre 2007, il inscrit un quadruplé en championnat face à Reading (match remporté 9-4 par Tottenham).

#### Manchester United

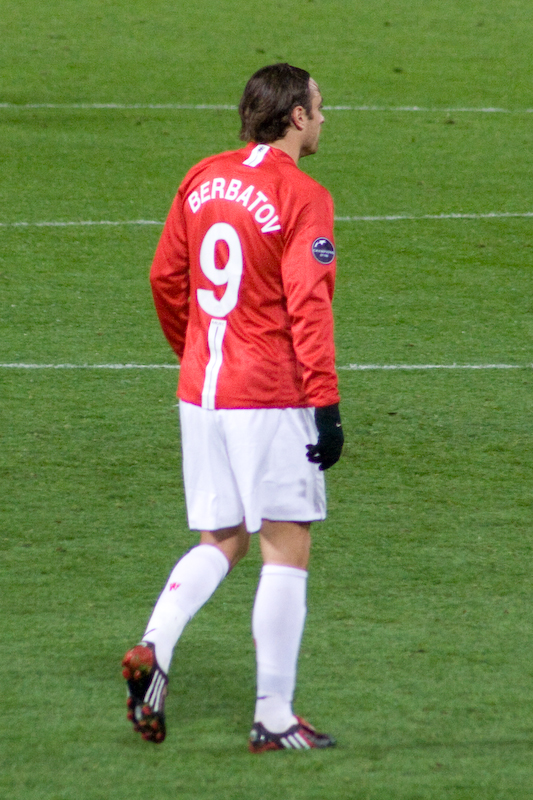
Berbatov sous le maillot de Manchester United en 2008.

Après de longues négociations, il est transféré le 1er septembre 2008 (le dernier jour du marché des transferts) à Manchester United pour la somme de 38 millions d'euros. Fraizer Campbell fait, lui, le chemin inverse en rejoignant Tottenham sous forme de prêt.
Le 19 septembre 2010, lors de la 5e journée de Premier League, Berbatov réalise un triplé face au grand rival Liverpool et permet aux Red Devils de l'emporter (3-2).
Le 27 novembre 2010, lors de la 15e journée de Premier League, il réalise un quintuplé impressionnant contre les Blackburn Rovers (score final 7-1). Il rentre alors dans l'histoire en devenant le quatrième joueur de Premier League à réaliser un tel exploit.
Le 22 janvier 2011, lors du match opposant Manchester United à Birmingham City (5-0) pour le compte de la 24e journée de Premier League 2010-11, Berbatov réalise de nouveau une énorme prestation en inscrivant un triplé. Ses 15e, 16e et 17e buts en championnat lui permettent de prendre le large au classement des buteurs mais aussi de rentrer un peu plus dans l'histoire du championnat anglais en devenant le troisième joueur à réaliser trois hat-trick en une saison après Alan Shearer et Ruud van Nistelrooy.
Berbatov termine finalement co-meilleur buteur du championnat à égalité avec Carlos Tévez avec 21 buts. Malgré ses bonnes performances en Premier League, il ne figure pas sur la feuille de match de la finale de la Ligue des champions 2011 à Wembley contre le FC Barcelone (3-1).

#### Fulham
Très peu utilisé par Alex Ferguson lors de la saison 2011-2012, Berbatov signe un contrat de deux ans en faveur du Fulham FC le 31 août 2012.

#### AS Monaco

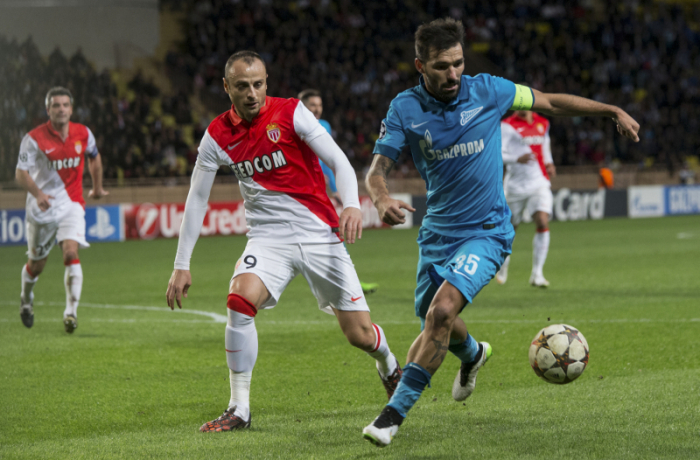
Berbatov contre le Zénit en 2014.

Le 31 janvier 2014, jour de clôture du mercato hivernal, il s'engage pour une durée de six mois avec l'AS Monaco,. 
Il dispute son premier match sous ses nouvelles couleurs le 9 février 2014 face au Paris Saint Germain. 
Trois jours plus tard, il marque son premier but sous ses nouvelles couleurs face à l'OGC Nice en huitièmes de finale de Coupe de France. Ce but inscrit à cinq minutes de la fin des prolongations offre la qualification à l'ASM (1-0).
Pour sa première titularisation en Ligue 1, le 8 mars 2014 contre le FC Sochaux-Montbéliard, il inscrit dès la 6e minute son premier but en championnat, idéalement servi par Layvin Kurzawa au second poteau. En seconde mi-temps, il provoque un penalty transformé par James Rodríguez. L'ASM s'impose (2-1). Le 16 mars 2014 à Lyon, Dimitar Berbatov délivre deux passes décisives avant d'inscrire un but en seconde période, cependant le bulgare est hors-jeu sur son but et sur l'une des passes décisives, ce qui provoque une nouvelle polémique sur l'arbitrage en France. Il est à nouveau décisif contre le RC Lens en quarts de finale de la Coupe de France. L'ASM l'emporte 6-0 avec un nouveau but et une passe décisive du Bulgare. Il marque son troisième but en coupe de France le 16 avril contre l'En-Avant Guingamp mais ce but ne peut empêcher l'élimination de son équipe après prolongations (1-3).
Quatre jours plus tard, il inscrit d'un magnifique lob son 6e but à l'ASM dans le derby face à l'OGC Nice (1-0). Cette courte mais précieuse victoire assure à l'AS Monaco une présence mathématique sur le podium à quatre journées de la fin du championnat.
Il inscrit son premier doublé en Ligue 1 le 26 avril 2014 lors de la victoire de Monaco 4 buts à 1 à Ajaccio. Le 7 mai 2014, avant le match contre Guingamp, il reçoit le titre de meilleur joueur du mois d'avril. Pendant le match, il marque d'une tête sur la réception d'un centre de  Nabil Dirar au deuxième poteau et inscrit le 3 000e but de l'AS Monaco en ligue 1.
À la fin de la saison, il prolonge son contrat d'une saison avec le club. Il inscrit son premier doublé de la saison à Toulouse le 5 décembre 2014.
Le 25 février 2015, il marque le but du 2-0 lors du huitième de finale aller de Ligue des champions contre Arsenal où l'AS Monaco l'emportera 3-1, prenant une grosse option sur la qualification en quarts de finale avant le retour à Louis II.
Le 1er juin 2015, il quitte l'AS Monaco, son contrat arrivant à son terme ce jour-là.

#### Fin de carrière
Libre de tout contrat, Dimitar Berbatov s'engage avec le PAOK Salonique pour une saison. À la fin de ce contrat, en été 2016, il est sans club. Il reste dans cette situation un an avant de s'engager, à 36 ans, avec le club indien du Kerala Blasters Football Club pour une saison,,. Mais il se blesse en début de saison, puis l’entraîneur du club René Meulensteen est remplacé par David James qui ne compte pas sur Berbatov,. À la fin de cette saison 2017-2018 il ne compte que neuf apparitions pour un but et se retrouve de nouveau sans club. En septembre 2019, après un an sans jouer, il annonce officiellement la fin de sa carrière.

### Carrière en sélection
En 1999, il a fait ses débuts en équipe nationale de Bulgarie lors d'un match amical contre la Grèce. Son premier but a été marqué contre le Chili.Il participe au Championnat d'Europe au Portugal en 2004.
En mai 2010, il décide de mettre un terme à sa carrière internationale. Lothar Matthäus, le nouveau sélectionneur de la Bulgarie, tente de le faire revenir sur sa décision en septembre 2010, sans succès. Il est le co-meilleur buteur de l'histoire de la sélection bulgare avec 48 buts.

## Palmarès

### En club
| CSKA Sofia (1) - Coupe de Bulgarie : - Vainqueur : 1999 |  | Bayer Leverkusen - Bundesliga - Vice-champion : 2002 - Coupe d'Allemagne - Finaliste : 2002 - Ligue des champions - Finaliste : 2002 |  | Tottenham Hotspur (1) - League Cup : - Vainqueur : 2008 |  | Manchester United (7) - Premier League - Champion : 2009 et 2011 - Vice-champion : 2010 et 2012 - League Cup : - Vainqueur : 2009 et 2010 - Community Shield - Vainqueur : 2010 et 2011 - Finaliste : 2009 - Ligue des champions : - Finaliste : 2009 et 2011 - Coupe du monde des clubs : - Vainqueur : 2008 |  | AS Monaco - Ligue 1 - Vice-champion : 2014 |

### Distinctions personnelles
- Élu meilleur footballeur bulgare de l'année en 2002, 2004, 2005, 2007[26], 2008, 2009 et 2010
- Nommé dans l'équipe-type de Premier League en 2007 et 2011
- Élu joueur de l'année 2007 par les supporters de Tottenham Hotspur
- Joueur du mois du championnat d'Angleterre en avril 2007 et janvier 2011
- Co-meilleur buteur du Championnat d'Angleterre en 2011 (20 buts)
- Trophée du joueur du mois UNFP de Ligue 1 en avril 2014[27].

## Statistiques

### Générales
Ce tableau présente les statistiques de Dimitar Berbatov :
| Saison                | Club                  | Championnat           | Championnat | Championnat | Championnat | Coupe nationale | Coupe nationale | Coupe nationale | Coupe de la Ligue | Coupe de la Ligue | Coupe de la Ligue | Supercoupe | Supercoupe | Supercoupe | Compétition(s) continentale(s) | Compétition(s) continentale(s) | Compétition(s) continentale(s) | Compétition(s) continentale(s) | Plays-off | Plays-off | Plays-off | Bulgarie | Bulgarie | Bulgarie | Total | Total | Total |
| Saison                | Club                  | Division              | M.          | B.          | P.d.        | M.              | B.              | P.d.            | M.                | B.                | P.d.              | M.         | B.         | P.d.       | Comp.                          | M.                             | B.                             | P.d.                           | M.        | B.        | P.d.      | M.       | B.       | P.d.     | M.    | B.    | P.d.  |
| 1998-1999             | CSKA Sofia            | A PFG                 | 11          | 3           | 1           | 5               | 3               | 1               | -                 | -                 | -                 | -          | -          | -          | -                              | -                              | -                              | -                              | -         | -         | -         | -        | -        | -        | 16    | 6     | 2     |
| 1999-2000             | CSKA Sofia            | A PFG                 | 27          | 14          | 5           | 4               | 2               | 1               | -                 | -                 | -                 | -          | -          | -          | C3                             | 3                              | 0                              | 0                              | -         | -         | -         | 3        | 1        | 0        | 37    | 17    | 6     |
| 2000                  | CSKA Sofia            | A PFG                 | 11          | 9           | 2           | -               | -               | -               | -                 | -                 | -                 | -          | -          | -          | C3                             | 4                              | 7                              | 0                              | -         | -         | -         | 1        | 1        | 0        | 16    | 17    | 2     |
| Sous-total            | Sous-total            | Sous-total            | 49          | 26          | 8           | 9               | 5               | 2               | -                 | -                 | -                 | -          | -          | -          | -                              | 7                              | 7                              | 0                              | -         | -         | -         | 4        | 2        | 0        | 69    | 40    | 10    |
| 2000-2001             | Bayer Leverkusen      | Bundesliga            | 6           | 0           | 1           | -               | -               | -               | -                 | -                 | -                 | -          | -          | -          | -                              | -                              | -                              | -                              | -         | -         | -         | 5        | 2        | 0        | 11    | 2     | 1     |
| 2001-2002             | Bayer Leverkusen      | Bundesliga            | 24          | 8           | 1           | 6               | 6               | 0               | -                 | -                 | -                 | -          | -          | -          | C1                             | 11                             | 2                              | 0                              | -         | -         | -         | 5        | 2        | 0        | 46    | 18    | 1     |
| 2002-2003             | Bayer Leverkusen      | Bundesliga            | 24          | 4           | 4           | 2               | 0               | 0               | 1                 | 0                 | 0                 | -          | -          | -          | C1                             | 7                              | 2                              | 0                              | -         | -         | -         | 7        | 5        | 1        | 41    | 11    | 5     |
| 2003-2004             | Bayer Leverkusen      | Bundesliga            | 33          | 16          | 7           | 3               | 3               | 1               | -                 | -                 | -                 | -          | -          | -          | -                              | -                              | -                              | -                              | -         | -         | -         | 11       | 8        | 1        | 47    | 27    | 9     |
| 2004-2005             | Bayer Leverkusen      | Bundesliga            | 33          | 20          | 4           | 1               | 1               | 0               | 2                 | 0                 | 0                 | -          | -          | -          | C1                             | 10                             | 5                              | 1                              | -         | -         | -         | 9        | 5        | 0        | 55    | 31    | 5     |
| 2005-2006             | Bayer Leverkusen      | Bundesliga            | 34          | 21          | 6           | 2               | 3               | 0               | -                 | -                 | -                 | -          | -          | -          | C3                             | 2                              | 0                              | 0                              | -         | -         | -         | 7        | 7        | 0        | 45    | 31    | 6     |
| Sous-total            | Sous-total            | Sous-total            | 154         | 69          | 23          | 14              | 13              | 1               | 3                 | 0                 | 0                 | -          | -          | -          | -                              | 30                             | 9                              | 1                              | -         | -         | -         | 44       | 29       | 2        | 245   | 120   | 27    |
| 2006-2007             | Tottenham Hotspur     | Premier League        | 33          | 12          | 9           | 5               | 3               | 2               | 3                 | 1                 | 1                 | -          | -          | -          | C3                             | 8                              | 7                              | 3                              | -         | -         | -         | 9        | 4        | 1        | 58    | 27    | 16    |
| 2007-2008             | Tottenham Hotspur     | Premier League        | 36          | 15          | 10          | 2               | 2               | 0               | 6                 | 1                 | 1                 | -          | -          | -          | C3                             | 8                              | 5                              | 2                              | -         | -         | -         | 7        | 4        | 1        | 59    | 27    | 14    |
| 2008                  | Tottenham Hotspur     | Premier League        | 1           | 0           | 0           | -               | -               | -               | -                 | -                 | -                 | -          | -          | -          | C3                             | 0                              | 0                              | 0                              | -         | -         | -         | 1        | 2        | 0        | 2     | 2     | 0     |
| Sous-total            | Sous-total            | Sous-total            | 70          | 27          | 19          | 7               | 5               | 2               | 9                 | 2                 | 2                 | -          | -          | -          | -                              | 16                             | 12                             | 5                              | -         | -         | -         | 17       | 10       | 2        | 119   | 56    | 30    |
| 2008-2009             | Manchester United     | Premier League        | 31          | 9           | 9           | 3               | 1               | 0               | -                 | -                 | -                 | -          | -          | -          | C1                             | 9                              | 4                              | 0                              | -         | -         | -         | 6        | 0        | 0        | 49    | 14    | 9     |
| 2009-2010             | Manchester United     | Premier League        | 33          | 12          | 5           | 1               | 0               | 0               | 2                 | 0                 | 1                 | 1          | 0          | 0          | C1                             | 6                              | 0                              | 1                              | -         | -         | -         | 7        | 7        | 0        | 50    | 19    | 7     |
| 2010-2011             | Manchester United     | Premier League        | 32          | 20          | 4           | 2               | 0               | 1               | -                 | -                 | -                 | 1          | 1          | 0          | C1                             | 7                              | 0                              | 1                              | -         | -         | -         | -        | -        | -        | 42    | 21    | 6     |
| 2011-2012             | Manchester United     | Premier League        | 12          | 7           | 0           | 1               | 0               | 0               | 3                 | 1                 | 1                 | 1          | 0          | 0          | C1+C3                          | 3+1                            | 1+0                            | 0                              | -         | -         | -         | -        | -        | -        | 21    | 9     | 1     |
| Sous-total            | Sous-total            | Sous-total            | 108         | 48          | 18          | 7               | 1               | 1               | 5                 | 1                 | 2                 | 3          | 1          | 0          | -                              | 26                             | 5                              | 2                              | -         | -         | -         | 13       | 7        | 0        | 162   | 63    | 23    |
| 2012-2013             | Fulham FC             | Premier League        | 33          | 15          | 4           | 2               | 0               | 0               | -                 | -                 | -                 | -          | -          | -          | -                              | -                              | -                              | -                              | -         | -         | -         | -        | -        | -        | 35    | 15    | 4     |
| 2013-2014             | Fulham FC             | Premier League        | 18          | 4           | 1           | -               | -               | -               | 1                 | 1                 | 0                 | -          | -          | -          | -                              | -                              | -                              | -                              | -         | -         | -         | -        | -        | -        | 19    | 5     | 1     |
| Sous-total            | Sous-total            | Sous-total            | 51          | 19          | 5           | 2               | 0               | 0               | 1                 | 1                 | 0                 | -          | -          | -          | -                              | -                              | -                              | -                              | -         | -         | -         | -        | -        | -        | 54    | 20    | 5     |
| 2014                  | AS Monaco             | Ligue 1               | 12          | 6           | 4           | 3               | 3               | 1               | -                 | -                 | -                 | -          | -          | -          | -                              | -                              | -                              | -                              | -         | -         | -         | -        | -        | -        | 15    | 9     | 5     |
| 2014-2015             | AS Monaco             | Ligue 1               | 26          | 7           | 0           | 1               | 0               | 0               | 2                 | 1                 | 0                 | -          | -          | -          | C1                             | 9                              | 1                              | 1                              | -         | -         | -         | -        | -        | -        | 38    | 9     | 1     |
| Sous-total            | Sous-total            | Sous-total            | 38          | 13          | 4           | 4               | 3               | 1               | 2                 | 1                 | 0                 | -          | -          | -          | -                              | 9                              | 1                              | 1                              | -         | -         | -         | -        | -        | -        | 53    | 18    | 6     |
| 2015-2016             | PAOK Salonique        | Superleague Elláda    | 14          | 4           | 0           | 3               | 1               | 0               | -                 | -                 | -                 | -          | -          | -          | C3                             | 5                              | 0                              | 0                              | 3         | 0         | 0         | -        | -        | -        | 25    | 5     | 0     |
| 2017-2018             | Kerala Blasters       | ISL                   | 9           | 1           | 0           | -               | -               | -               | -                 | -                 | -                 | -          | -          | -          | -                              | -                              | -                              | -                              | -         | -         | -         | -        | -        | -        | 9     | 1     | 0     |
| Sous-total            | Sous-total            | Sous-total            | 23          | 5           | 0           | 3               | 1               | 0               | -                 | -                 | -                 | -          | -          | -          | -                              | 5                              | 0                              | 0                              | 3         | 0         | 0         | -        | -        | -        | 34    | 6     | 0     |
| Total sur la carrière | Total sur la carrière | Total sur la carrière | 493         | 207         | 77          | 46              | 28              | 7               | 20                | 5                 | 4                 | 3          | 1          | 0          | -                              | 93                             | 34                             | 9                              | 3         | 0         | 0         | 78       | 48       | 4        | 736   | 323   | 101   |

### En sélection
| Sélection  | Année | Statistiques | Statistiques |
| Sélection  | Année | Matchs       | Buts         |
| ---------- | ----- | ------------ | ------------ |
| Bulgarie A | 1999  | 1            | 0            |
| Bulgarie A | 2000  | 3            | 2            |
| Bulgarie A | 2001  | 8            | 4            |
| Bulgarie A | 2002  | 5            | 2            |
| Bulgarie A | 2003  | 8            | 7            |
| Bulgarie A | 2004  | 12           | 9            |
| Bulgarie A | 2005  | 10           | 7            |
| Bulgarie A | 2006  | 6            | 0            |
| Bulgarie A | 2007  | 9            | 8            |
| Bulgarie A | 2008  | 7            | 2            |
| Bulgarie A | 2009  | 8            | 7            |
| Bulgarie A | 2010  | 1            | 0            |
| Bulgarie A | Total | 78           | 48           |

#### Buts internationaux
| Buts internationaux de Dimitar Berbatov | Buts internationaux de Dimitar Berbatov | Buts internationaux de Dimitar Berbatov      | Buts internationaux de Dimitar Berbatov | Buts internationaux de Dimitar Berbatov | Buts internationaux de Dimitar Berbatov | Buts internationaux de Dimitar Berbatov |
| #                                       | Date                                    | Lieu                                         | Adversaire                              | Score                                   | Résultats                               | Compétitions                            |
| --------------------------------------- | --------------------------------------- | -------------------------------------------- | --------------------------------------- | --------------------------------------- | --------------------------------------- | --------------------------------------- |
| 1                                       | 12 février 2000                         | Estadio Playa Ancha, Valparaíso              | Chili                                   | 2-1                                     | 2-3                                     | Match amical                            |
| 2                                       | 11 octobre 2000                         | Parken Stadium, Copenhague                   | Danemark                                | 1-1                                     | 1-1                                     | Éliminatoires Coupe du monde 2002       |
| 3                                       | 24 mars 2001                            | Stade de l'armée bulgare, Sofia              | Islande                                 | 2-1                                     | 2-1                                     | Éliminatoires Coupe du monde 2002       |
| 4                                       | 6 juin 2001                             | Laugardalsvöllur, Reykjavik                  | Islande                                 | 1-1                                     | 1-1                                     | Éliminatoires Coupe du monde 2002       |
| 5                                       | 1er septembre 2001                      | Ta' Qali Stadium, Mdina                      | Malte                                   | 0-1                                     | 2-0                                     | Éliminatoires Coupe du monde 2002       |
| 6                                       | 1er septembre 2001                      | Ta' Qali Stadium, Mdina                      | Malte                                   | 0-2                                     | 2-0                                     | Éliminatoires Coupe du monde 2002       |
| 7                                       | 21 août 2002                            | Stade national Vassil-Levski, Sofia          | Allemagne                               | 1-0                                     | 2-2                                     | Match amical                            |
| 8                                       | 12 octobre 2002                         | Stade national Vassil-Levski, Sofia          | Croatie                                 | 2-0                                     | 2-0                                     | Éliminatoires Euro 2004                 |
| 9                                       | 30 avril 2003                           | Stade national Vassil-Levski, Sofia          | Albanie                                 | 1-0                                     | 2-0                                     | Match amical                            |
| 10                                      | 30 avril 2003                           | Stade national Vassil-Levski, Sofia          | Albanie                                 | 2-0                                     | 2-0                                     | Match amical                            |
| 11                                      | 7 juin 2003                             | Stade national Vassil-Levski, Sofia          | Belgique                                | 1-1                                     | 2-2                                     | Éliminatoires Euro 2004                 |
| 12                                      | 20 août 2003                            | Stade national Vassil-Levski, Sofia          | Lituanie                                | 2-0                                     | 3-0                                     | Match amical                            |
| 13                                      | 6 septembre 2003                        | Stade national Vassil-Levski, Sofia          | Estonie                                 | 2-0                                     | 2-0                                     | Éliminatoires Euro 2004                 |
| 14                                      | 10 septembre 2003                       | Estadi Comuna d'Aixovall, Andorre-la-Vieille | Andorre                                 | 0-1                                     | 3-0                                     | Éliminatoires Euro 2004                 |
| 15                                      | 10 septembre 2003                       | Estadi Comuna d'Aixovall, Andorre-la-Vieille | Andorre                                 | 0-2                                     | 3-0                                     | Éliminatoires Euro 2004                 |
| 16                                      | 31 mars 2004                            | Stade national Vassil-Levski, Sofia          | Russie                                  | 1-1                                     | 2-2                                     | Match amical                            |
| 17                                      | 31 mars 2004                            | Stade national Vassil-Levski, Sofia          | Russie                                  | 2-2                                     | 2-2                                     | Match amical                            |
| 18                                      | 28 avril 2004                           | Stade national Vassil-Levski, Sofia          | Cameroun                                | 1-0                                     | 3-0                                     | Match amical                            |
| 19                                      | 28 avril 2004                           | Stade national Vassil-Levski, Sofia          | Cameroun                                | 2-0                                     | 3-0                                     | Match amical                            |
| 20                                      | 4 septembre 2004                        | Laugardalsvöllur, Reykjavik                  | Islande                                 | 0-1                                     | 2-0                                     | Éliminatoires Coupe du monde 2006       |
| 21                                      | 4 septembre 2004                        | Laugardalsvöllur, Reykjavik                  | Islande                                 | 0-2                                     | 3-1                                     | Éliminatoires Coupe du monde 2006       |
| 22                                      | 9 octobre 2004                          | Stade Maksimir, Zagreb                       | Croatie                                 | 2-2                                     | 2-2                                     | Éliminatoires Coupe du monde 2006       |
| 23                                      | 13 octobre 2004                         | Ta' Qali Stadium, Mdina                      | Malte                                   | 1-1                                     | 2-0                                     | Éliminatoires Coupe du monde 2006       |
| 24                                      | 13 octobre 2004                         | Ta' Qali Stadium, Mdina                      | Malte                                   | 1-3                                     | 4-1                                     | Éliminatoires Coupe du monde 2006       |
| 25                                      | 17 août 2005                            | Stade national Vassil-Levski, Sofia          | Turquie                                 | 1-1                                     | 3-1                                     | Match amical                            |
| 26                                      | 17 août 2005                            | Stade national Vassil-Levski, Sofia          | Turquie                                 | 3-1                                     | 3-1                                     | Match amical                            |
| 27                                      | 7 septembre 2005                        | Stade national Vassil-Levski, Sofia          | Islande                                 | 1-2                                     | 3-2                                     | Éliminatoires Coupe du monde 2006       |
| 28                                      | 8 octobre 2005                          | Stade national Vassil-Levski, Sofia          | Hongrie                                 | 1-0                                     | 2-0                                     | Éliminatoires Coupe du monde 2006       |
| 29                                      | 12 novembre 2005                        | Stade national Vassil-Levski, Sofia          | Géorgie                                 | 3-0                                     | 6-2                                     | Match amical                            |
| 30                                      | 12 novembre 2005                        | Stade national Vassil-Levski, Sofia          | Géorgie                                 | 4-0                                     | 6-2                                     | Match amical                            |
| 31                                      | 16 novembre 2005                        | Reliant Stadium, Houston                     | Mexique                                 | 3-0                                     | 3-0                                     | Match amical                            |
| 32                                      | 7 février 2007                          | Stade GSP, Nicosie                           | Chypre                                  | 1-0                                     | 3-0                                     | Match amical                            |
| 33                                      | 7 février 2007                          | Stade GSP, Nicosie                           | Chypre                                  | 3-0                                     | 3-0                                     | Match amical                            |
| 34                                      | 2 juin 2007                             | Stade Dinamo, Minsk                          | Biélorussie                             | 0-1                                     | 2-0                                     | Éliminatoires Euro 2008                 |
| 35                                      | 2 juin 2007                             | Stade Dinamo, Minsk                          | Biélorussie                             | 0-2                                     | 2-0                                     | Éliminatoires Euro 2008                 |
| 36                                      | 12 septembre 2007                       | Stade national Vassil-Levski, Sofia          | Luxembourg                              | 1-0                                     | 3-0                                     | Éliminatoires Euro 2008                 |
| 37                                      | 12 septembre 2007                       | Stade national Vassil-Levski, Sofia          | Luxembourg                              | 2-0                                     | 3-0                                     | Éliminatoires Euro 2008                 |
| 38                                      | 17 octobre 2007                         | Stade Qemal-Stafa, Tirana                    | Albanie                                 | 1-1                                     | 1-1                                     | Éliminatoires Euro 2008                 |
| 39                                      | 21 novembre 2007                        | Arena Petrol, Celje                          | Slovénie                                | 0-2                                     | 2-0                                     | Éliminatoires Euro 2008                 |
| 40                                      | 20 août 2008                            | Stade Bilino Polje, Zenica                   | Bosnie-Herzégovine                      | 0-1                                     | 2-1                                     | Match amical                            |
| 41                                      | 20 août 2008                            | Stade Bilino Polje, Zenica                   | Bosnie-Herzégovine                      | 0-2                                     | 2-1                                     | Match amical                            |
| 42                                      | 5 septembre 2009                        | Stade national Vassil-Levski, Sofia          | Monténégro                              | 3-1                                     | 4-1                                     | Éliminatoires Coupe du monde 2010       |
| 43                                      | 10 octobre 2009                         | Stade Antonis Papadopoulos, Larnaca          | Chypre                                  | 2-1                                     | 1-4                                     | Éliminatoires Coupe du monde 2010       |
| 44                                      | 14 octobre 2009                         | Stade national Vassil-Levski, Sofia          | Géorgie                                 | 1-0                                     | 6-2                                     | Éliminatoires Coupe du monde 2010       |
| 45                                      | 14 octobre 2009                         | Stade national Vassil-Levski, Sofia          | Géorgie                                 | 3-0                                     | 6-2                                     | Éliminatoires Coupe du monde 2010       |
| 46                                      | 14 octobre 2009                         | Stade national Vassil-Levski, Sofia          | Géorgie                                 | 5-1                                     | 6-2                                     | Éliminatoires Coupe du monde 2010       |
| 47                                      | 18 novembre 2009                        | Hibernians Stadium, Paola                    | Malte                                   | 1-2                                     | 4-1                                     | Match amical                            |
| 48                                      | 18 novembre 2009                        | Hibernians Stadium, Paola                    | Malte                                   | 1-4                                     | 4-1                                     | Match amical                            |